# Algarve Cup de 2016
A Algarve Cup de 2016 é o 23ª edição do torneio internacional de futebol feminino disputado no Algarve, em Portugal. A competição acontecerá entre 2 de março e 9 de março.
O Canadá derrotou o Brasil na final por 2 a 1 e conquistou o título neste torneio pela primeira vez.

## Regulamento
Os grupos foram anunciados em 14 de Dezembro de 2015, com o calendário de jogos a ser anunciado em 10 de fevereiro de 2016.
O formato do torneio: cada equipe jogar um jogo contra cada uma das outras equipes do mesmo grupo, com três pontos por vitória, um ponto por empate e nenhum para derrota. A final será disputada entre as duas equipes melhor classificadas a partir dos primeiros lugares dos dois grupos, O terceiro lugar será disputado pelos melhores segundo colocados dos dois grupos, O quinto lugar será disputado entre os dois terceiros classificados dos dois grupos, e o sétimo lugar será disputado entre as duas equipes quarto colocado dos dois grupos.

### Critério de desempate
Em caso de empate entre duas ou mais equipes no número de pontos ganhos, foram aplicados os seguintes critérios de desempate, na seguinte ordem:
1. Número de pontos obtidos nos jogos entre as equipes em questão
2. Diferença de gols em todos os jogos do grupo
3. Número de gols marcados em todos os jogos do grupo
4. Ranking de fair-play em todos os jogos do grupo
5. FIFA ranking

## Equipes participantes
Participaram na Algarve Cup 2016 as seguintes nações:
| Equipe        | Confederação |
| ------------- | ------------ |
| Bélgica       | UEFA         |
| Brasil        | CONMEBOL     |
| Canadá        | CONCACAF     |
| Dinamarca     | UEFA         |
| Islândia      | UEFA         |
| Nova Zelândia | AFC          |
| Portugal      | UEFA         |
| Rússia        | UEFA         |

## Árbitros
Em 19 de fevereiro de 2016, a FIFA anunciou os árbitros e os árbitros assistentes para o torneio.
| Confederações | Árbitro                                   | Árbitros Assistentes                                                                            |
| ------------- | ----------------------------------------- | ----------------------------------------------------------------------------------------------- |
| AFC           | Aye Thein                                 | Lee Seul Gi Thi Le Trinh Truong                                                                 |
| CAF           | Ledya Tafesse                             | Emmanuella Aglago Josiane Mbakop                                                                |
| CONMEBOL      | Marianela Araya Cruz Olga Miranda         | Nereida Diaz Katherine Jimenez Neuza Back Yoleida Lara                                          |
| OFC           | Tupou Patia                               | Maria Tamalelagi Lonisa Elite Dilioni                                                           |
| UEFA          | Sandra Braz Monika Mularczyk Sara Persson | Olga Martins Biljana Atanasovski Anna Dabrowska Katarzyna Wojs Annica Johansson Julia Magnusson |

## Fase de Grupos

### Grupo A
| Pos. | Time      | Pts | J | V | E | D | GP | GC | SG |
| ---- | --------- | --- | - | - | - | - | -- | -- | -- |
| 1    | Canadá    | 6   | 3 | 2 | 0 | 1 | 2  | 1  | +1 |
| 2    | Islândia  | 6   | 3 | 2 | 0 | 1 | 6  | 3  | +3 |
| 3    | Bélgica   | 3   | 3 | 1 | 0 | 2 | 3  | 4  | –1 |
| 4    | Dinamarca | 3   | 3 | 1 | 0 | 2 | 3  | 6  | –3 |

1ª rodada
| 2 de março de 2016 | Islândia                             | 2 – 1     | Bélgica    | Municipal Stadium, Lagos   |
| 15:00              | Jónsdóttir 5' · Brynjarsdóttir 90+2' | Relatório | 42' Cayman | Árbitro: ETH Ledya Tafesse |

| 2 de março de 2016 | Canadá | 0 – 1     | Dinamarca | Municipal de Albufeira, Albufeira |
| 15:00              |        | Relatório | 55' Nadim | Árbitro: PAR Olga Miranda         |

2ª rodada
| 4 de março de 2016 | Canadá     | 1 – 0     | Bélgica | Estádio Municipal, Vila Real de Santo António |
| 15:00              | Clarke 87' | Relatório |         | Árbitro: POR Sandra Braz                      |

| 4 de março de 2016 | Dinamarca | 1 – 4     | Islândia                                                     | Stadium Bela Vista, Parchal |
| 15:00              | Nadim 53' | Relatório | 11' Þorvaldsdóttir · 12' Ómarsdóttir · 56', 90' Magnúsdóttir | Árbitro: COK Tupou Patia    |

3ª rodada
| 7 de março de 2016 | Dinamarca     | 1 – 2     | Bélgica                         | Municipal de Albufeira, Albufeira |
| 18:30              | Sandvej 90+3' | Relatório | 43' (g.c) Sørensen · 86' Cayman | Árbitro: MYA Aye Thein            |

| 7 de março de 2016 | Canadá     | 1 – 0     | Islândia | Municipal Stadium, Lagos      |
| 18:30              | Beckie 41' | Relatório |          | Árbitro: POL Monika Mularczyk |

### Grupo B
| Pos. | Time          | Pts | J | V | E | D | GP | GC | SG |
| ---- | ------------- | --- | - | - | - | - | -- | -- | -- |
| 1    | Brasil        | 9   | 3 | 3 | 0 | 0 | 7  | 1  | +6 |
| 2    | Nova Zelândia | 4   | 3 | 1 | 1 | 1 | 1  | 1  | 0  |
| 3    | Rússia        | 4   | 3 | 1 | 1 | 1 | 1  | 3  | –2 |
| 4    | Portugal      | 0   | 3 | 0 | 0 | 3 | 1  | 5  | –4 |

1ª rodada
| 2 de março de 2016 | Portugal | 0 – 1     | Rússia        | Municipal de Albufeira, Albufeira |
| 18:00              |          | Relatório | 58' Makarenko | Árbitro: SWE Sara Persson         |

| 2 de março de 2016 | Brasil      | 1 – 0     | Nova Zelândia | Municipal Stadium, Lagos     |
| 18:30              | Debinha 20' | Relatório |               | Árbitro: CRC Marianela Araya |

2ª rodada
| 4 de março de 2016 | Nova Zelândia | 0 – 0     | Rússia | Stadium Bela Vista, Parchal |
| 18:30              |               | Relatório |        | Árbitro: MYA Aye Thein      |

| 4 de março de 2016 | Portugal     | 1 – 3     | Brasil                                 | Estádio Municipal, Vila Real de Santo António |
| 20:00              | T. Pinto 30' | Relatório | 17' Cristiane · 22' Marta · 74' Raquel | Árbitro: POL Monika Mularczyk                 |

3ª rodada
| 7 de março de 2016 | Brasil                                   | 3 – 0     | Rússia | Municipal Stadium, Lagos |
| 15:00              | Formiga 51' · Bia 66' · Thaís Guedes 89' | Relatório |        | Árbitro: POR Sandra Braz |

| 7 de março de 2016 | Portugal | 0 – 1     | Nova Zelândia | Municipal de Albufeira, Albufeira |
| 15:00              |          | Relatório | 78' Hearn     | Árbitro: ETH Ledya Tafesse        |

## Fase Final
Jogos horários e locais foram anunciados em 7 de março de 2016.

### 7º e 8º lugar
| 9 de março de 2016 | Dinamarca                           | 3 – 1 | Portugal      | Stadium Bela Vista, Parchal |
| 15:00              | Troelsgaard 4', 11' · Rasmussen 81' |       | 73' Di. Silva | Árbitro: COK Tupou Patia    |

### 5º e 6º lugar
| 9 de março de 2016 | Bélgica                                                                | 5 – 0 | Rússia | Estádio Municipal, Vila Real de Santo António |
| 14:00              | Wullaert 18' · Cayman 42', 73' · Schryvers 51' · Coutereels 61' (pen.) |       |        | Árbitro: COS Marianela Araya Cruz             |

### 3º e 4º lugar
| 9 de março de 2016 | Islândia | – | Nova Zelândia | Estádio Municipal, Vila Real de Santo António |
| 17:30              |          |   |               |                                               |

### Final
| 9 de março de 2016 | Canadá                    | 2 – 1 | Brasil             | Stadium Bela Vista, Parchal |
| 18:30              | Zadorsky 60' · Beckie 67' |       | 90' Andressa Alves | Árbitro: SWE Sara Persson   |

## Classificação Final
Esta foi a classificação após o encerramento do torneio